# Banjarmasin
Banjarmasin es una ciudad de Indonesia, capital de la provincia de Borneo Meridional. Con sus 675.440 habitantes es un importante centro comercial y puerto fluvial situado en una isla del delta formado por la confluencia de los ríos Barito y Martapura, como resultado, Banjarmasin a veces se llama la "Ciudad del Río".

## Clima
Bajo la Clasificación climática de Köppen, Banjarmasin presenta un clima de Clima tropical de sabana. Las temperaturas son relativamente constantes durante todo el año, con un promedio de aproximadamente 27 grados Celsius, y la ciudad no tiene una verdadera estación seca. Sin embargo, Banjarmasin tiene épocas del año notablemente más húmedas y secas. De noviembre a mayo forma la parte más húmeda del año con una precipitación mensual de 200 milímetros (7,9 pulgadas) o más por mes. De junio a octubre es más seco con una precipitación mensual de aproximadamente 120 milímetros (4,7 pulgadas) por mes. Banjarmasin en promedio ve un poco menos de 2600 milímetros (100 pulgadas) de lluvia por año.

## Administración
La ciudad de Banjarmasin se divide en cinco kecamatan:
| Nombre                                        | Población Censo de 2010 |
| --------------------------------------------- | ----------------------- |
| Banjarmasin Selatan (Banjarmasin Meridional)  | 146 068                 |
| Banjarmasin Timur (Banjarmasin Oriental)      | 111 912                 |
| Banjarmasin Barat (Banjarmasin Occidental)    | 143 461                 |
| Banjarmasin Tengah (Banjarmasin Central)      | 91 700                  |
| Banjarmasin Utara (Banjarmasin Septentrional) | 132 340                 |